# La Liga de 1976–77
A La Liga de 1976–77 foi a 46º edição da Primeira Divisão da Espanha de futebol. Com 18 participantes, o campeão foi o Atlético de Madrid.